# La mentira del silencio
La mentira del silencio es una obra de teatro de Julia Maura, estrenada en 1944 en Teatro María Guerrero de Madrid.

## Argumento
Irene es la mujer de Mauricio, el cual la obliga a engañar a la policía cuando acuden a interrogarla por el asesinato de Jorge, socio en los negocios de Mauricio. Irene es forzada a reconocer que era amante de Jorge, para que todo el mundo piense que la verdadera razón del crimen fueron los celos y no el ocultar las estafas producidas por Mauricio. Gracias a la artimaña, Mauricio es encontrado autor de un crimen de honor y no será condenado, pero en cambio Irene, se gana el odio de su hijo Jaime. Finalmente, tanto Mauricio como Irene, se verán obligados a contarle la verdad a Jaime, para que de esta forma pueda perdonar a su madre.

## Estreno
- Teatro María Guerrero, Madrid, 15 de noviembre de 1944.
  - Dirección: Humberto Pérez de la Osa y Luis Escobar .
  - Escenografía: Burmann.
  - Intérpretes: Elvira Noriega, Guillermo Marín, Juan de las Cuevas, José Luis Ozores, Enrique Raymat, Lola Alba, Félix Navarro, Mercedes Alber, Pedro Grande.